# Чернявский, Феликс Борисович
Феликс Борисович Чернявский (17 августа 1935 — 28 апреля 2007) — российский териолог, эколог, директор института биологических проблем Севера ДВО РАН (1992—2005).

## Биография
Родился в Ленинграде в "Доме аспирантуры" (общежитие для аспирантов Академии Наук) в семье ботаника, специалиста по северной флоре Б. А. Тихомирова. За месяц до начала ленинградской блокады вывезен с матерью, бабушкой и младшим братом в глухую деревню в Вологодской области. С 1952 по 1957 год учился на биолого-почвенном факультете Ленинградского государственного университета. На Север впервые попал в 1955 году в Верхоянье в экспедиции под руководством С. П. Наумова. В 1956 году собирал материал для дипломной работы в низовьях Лены. После окончания университета поступил на работу в Зоологический институт АН СССР в Ленинграде. Был сначала лаборантом, потом младшим научным сотрудником. Был включён в Камчатскую комплексную экспедицию Академии наук под руководством Л. А. Портенко. Работая в составе экспедиции, с 1959 по 1961 год помимо сбора материалов по другим группам млекопитающих изучал экологию снежного барана в Корякском нагорье. В 1963 году защитил в Зоологическом институте кандидатскую диссертацию по теме "Снежный баран Корякского нагорья". В апреле—мае 1964 года вместе с московским зоологом С. М. Успенским картировал и описывал берлоги белого медведя на острове Врангеля.
В 1971 году по приглашению создателя и первого директора Института биологических проблем Севера В. Л. Контримавичуса переехал в Магадан, стал там заведующим лабораторией зоологии позвоночных в составе Северо-Восточного комплексного научно-исследовательского института, а с 1972 года — Института биологических проблем Севера (ИБПС). Много лет был заместителем директора по научной работе, позднее 13 лет был директором ИБПС.
В 1973—1982 годы Ф. Б. Чернявский посвятил изучению популяционной экологии леммингов, обитающих на острове Врангеля. Работа проводилась в содружестве с зав. лабораторией эндокринологии того же института А. В. Ткачёвым, что позволило по-новому оценить проблему так называемых «лемминговых циклов».  В 1970—1980-е годы сотрудники лаборатории вместе с   Ф. Б. Чернявским организовали полевые стационары в среднем течении рек Омолон и Чёломджа, там были проведены долгосрочные исследования экологии млекопитающих, как  мелких (землеройки, полёвки), так и крупных (лось, бурый   медведь, куньи).
Чернявский — один из инициаторов реакклиматизации овцебыков в тундре острова Врангеля. Небольшое число этих копытных были  отловлены на острове Нунивак около берегов Аляски. А весной 1975 года выпущены на центральном плато острова Врангеля. Сейчас численность врангелевской популяции около 1000 особей.
В 1988 защитил докторскую диссертацию по теме "Млекопитающие северо-востока Сибири: систематика, зоогеография, экология" на основе опубликованной в 1984 году монографии.
Чернявского трижды общее собрание сотрудников института выдвигало на пост директора института и только в 1992 году он был утверждён. Проработал в этой должности трудные 13 лет.
В 1994 году первым в Магадане был удостоен звания «Соросовский профессор».
Ф. Б. Чернявский автор более 150 научных статей и 9 монографий. Под его руководством защищено 10 кандидатских и одна докторская диссертация, проведены исследования по ряду международных проектов: «Мировой океан», «Биологическое разнообразие», «Млекопитающие Берингии».
Он участвовал в работах по обоснованию и организации заповедников «Остров Врангеля» и «Магаданский» и некоторых заказников в Магаданской области и на Чукотке. При нём было создано отделение биологии при Северном международном (Северо-Восточном государственном) университете, где он читал курсы по биологическим дисциплинам.
Имел звание профессора и заслуженного деятеля науки РФ, советник Российской академии наук.

## Публикации

### Научные труды
- Портенко Л. А., Кищинский А. А., Чернявский Ф. Б.  Млекопитающие Корякского нагорья. Москва ; Ленинград : Изд-во Акад. наук СССР. [Ленингр. отд-ние], 1963. - 131 с.
- Чернявский Ф. Б. Млекопитающие крайнего Северо-Востока Сибири. - М. : Наука, 1984. - 388 с.
- Чернявский Ф. Б., Ткачев  А. В. Популяционные циклы леммингов в Арктике : Экологические и эндокринологические аспекты - М. : Наука, 1982. - 163 с.
- Чернявский Ф. Б., Домнич В. И. Лось на северо-востоке Сибири / В. Е. Соколов. — М.: Наука, 1989. — 119 с. — 1350 экз.
- Чернявский Ф. Б., Кречмар М. А. Бурый медведь (Ursus arctos L.) на Северо-Востоке Сибири. Магадан: ИБПС СВНЦ ДВО РАН, 2001. 73 с.  ISBN 5-94729-005-7
- Чернявский Ф. Б., Лазуткин А. Н. Циклы леммингов и полевок на севере = The cycles lemmings and voles in the north. - Магадан : ИБПС ДВО РАН, 2004 . - 150 с. ISBN 5-94729-052-9
- Андреев А. В., Докучаев Н. Е., Кречмар А. В., Чернявский Ф. Б. Наземные позвоночные Северо-Востока России. Магадан, 2006. 313 с.

### Научно-популярные книги
- Чернявский Ф. Б. «По следам толсторогов» - Москва : [Мысль], 1971. - 152 с.
- Чернявский Ф. Б. «На острове арктических сокровищ» Магадан : Кн. изд-во, 1977. - 96 с.

### Рекомендуемые источники
- Феликсу Борисовичу Чернявскому – 65 лет // Колымские вести [Магадан]. – 2000. – № 10. – С. 56–57 :
- Чернявский Феликс Борисович // Магаданская правда в пятницу. – 2007. – 4 мая. – С. 24